# Liste der Baudenkmale in Ritterhude
In der Liste der Baudenkmale in Ritterhude sind alle Baudenkmale der niedersächsischen Stadt Ritterhude aufgelistet. Die Quelle der Baudenkmale ist der Denkmalatlas Niedersachsen. Der Stand der Liste ist der 24. Dezember 2022.

## Allgemein
In den Spalten befinden sich folgende Informationen:
- Lage: die Adresse des Baudenkmales und die geographischen Koordinaten. Kartenansicht, um Koordinaten zu setzen. In der Kartenansicht sind Baudenkmale ohne Koordinaten mit einem roten Marker dargestellt und können in der Karte gesetzt werden. Baudenkmale ohne Bild sind mit einem blauen Marker gekennzeichnet, Baudenkmale mit Bild mit einem grünen Marker.
- Bezeichnung: Bezeichnung des Baudenkmales
- Beschreibung: die Beschreibung des Baudenkmales. Unter § 3 Abs. 2 NDSchG werden Einzeldenkmale und unter § 3 Abs. 3 NDSchG Gruppen baulicher Anlagen und deren Bestandteile ausgewiesen.
- ID: die Objekt-ID des Baudenkmales
- Bild: ein Bild des Baudenkmales, ggf. zusätzlich mit einem Link zu weiteren Fotos des Baudenkmals im Medienarchiv Wikimedia Commons. Wenn man auf das Kamerasymbol klickt, können Fotos zu Baudenkmalen aus dieser Liste hochgeladen werden:

## Platjenwerbe
| Lage                                               | Bezeichnung                     | Beschreibung | ID       | Bild |
| -------------------------------------------------- | ------------------------------- | --- | -------- | ---- |
| Holthorster Weg 59 53° 10′ 47″ N, 8° 40′ 31″ O     | Villa „Buchenhof“ Müller-Pearse | Zweigeschossiger Backsteinbau von 1906, mit Walmdach in Ziegeldeckung nach Plänen von Paul Frölich für Heinrich Müller-Pearse, Fassaden mit vielen Öffnungen, halbrunder Erker fein versprosste Fenster                   | 25078416 | BW   |
| Sankt-Magnus-Straße 65 53° 10′ 46″ N, 8° 40′ 37″ O | Wohn-/ Wirtschaftsgebäude       | Zweiständerbau von 1765 in Fachwerk mit Krüppelwalmdach in Reetdeckung, Wohngiebel um 1900 massiv in Backstein ersetzt | 25079230 | BW   |
| Sankt-Magnus-Straße 65 53° 10′ 45″ N, 8° 40′ 37″ O | Scheune                         | Fachwerkbau von um 1850 mit reetgedecktem Walmdach. Wände teilweise massiv in Backstein ersetzt | 25078388 | BW   |
| Sankt-Magnus-Straße 65 53° 10′ 45″ N, 8° 40′ 38″ O | Stall                           | Backsteinbau von um 1900 mit Satteldach in Ziegeldeckung, firstparallel zum Haupthaus | 25079246 | BW   |
| Sankt-Magnus-Straße 70 53° 10′ 41″ N, 8° 40′ 33″ O | Hofmeierhaus                    | Backsteinbau von 1921 mit Walmdach in Ziegeldeckung, mit mittiger Wagendurchfahrt, auskragdem Dach von dorischen Säulen getragen, mit Kutscherwohnung, Remise und Pferdestall; Teil der Villa Buchenhof von Müller-Pearse | 25078402 | BW   |

## Ritterhude
| Lage                                            | Bezeichnung               | Beschreibung | ID       | Bild           |
| ----------------------------------------------- | ------------------------- | --- | -------- | -------------- |
| Am Eickhof 2 53° 10′ 40″ N, 8° 44′ 28″ O        | Wohnhaus                  | Zweigeschossiger massi vererputzter Bau von wohl um 1850, mit flachem Satteldach mit Gesimsen und Fensterrahmungen | 25080048 | BW             |
| Am Mönkhof 10 53° 10′ 44″ N, 8° 44′ 29″ O       | Wohn-/ Wirtschaftsgebäude | Zweiständer-Hallenhaus von 1820 in Fachwerk mit Krüppelwalmdach in Reetdeckung, mit Uhlenloch | 25079939 | BW             |
| Am Mönkhof 18 53° 10′ 47″ N, 8° 44′ 23″ O       | Schafstall                | Eingeschossiger Fachwerkbau aus dem 19. Jh.: mit Backsteinausfachung und reetgedecktem Walmdach, heute Wohnhaus | 25080018 | BW             |
| Am Schafskoven 53° 11′ 39″ N, 8° 45′ 2″ O       | Jüdischer Friedhof        | Der Jüdische Friedhof Ritterhude ist eine kleine gepflegte Anlage, vor 1750 angelegt, 1882 eingefriedet. 29 Grabsteine sind erhalten. Belegt von 1780 bis 1938. | 25080313 |                |
| Bunkenburgsweg 40 53° 10′ 57″ N, 8° 44′ 43″ O   | Wohn-/ Wirtschaftsgebäude | Zweiständer-Hallenhaus von 1840 in Fachwerk mit Krüppelwalmdach in Reetdeckung, mit Uhlenloch | 25080034 | BW             |
| Dammstraße 14 53° 10′ 57″ N, 8° 45′ 51″ O       | Hammeschleuse             | Schleusenbauwerk von 1875 zur Regulierung der Hammeniederung, im Norden die 26 Meter lange und 6 Meter breite Schleusenkammer, südlich daran anschließend drei Schleusentore. | 25078444 |                |
| 53° 10′ 52″ N, 8° 45′ 41″ O                     | Hammedeich links          | | 25078659 | BW             |
| 53° 10′ 50″ N, 8° 45′ 35″ O                     | Hammedeich rechts         | | 25077900 | BW             |
| Fergersbergstraße 11 53° 11′ 6″ N, 8° 45′ 29″ O | Wohnhaus                  | Eingeschossiger Massivbau von 1902 Satteldach in Schieferdeckung. Straßenseitig mit mittigem zweigeschossigen Eingangsrisalit sowie aufwändig gestalteter Fassade, zeitgenössischer rückwärtiger Anbau | 25080270 |                |
| Goethestraße 8 53° 10′ 48″ N, 8° 45′ 3″ O       | Riesschule                | Dreigeschossiger Backsteinbau von 1930 mit Walmdach in Ziegeldeckung, Eingang nach Südosten mit zwei Risalite und unter halbrund vorkragendem und von Pfeilern getragenem Vorbau, sparsamer Fassadenschmuck, erbaut aus Mitteln der Geschwister Ries; Architekt: Friedrich August Wilhelm Schuckmann                  | 25080284 |                |
| Riesstraße 27 53° 10′ 45″ N, 8° 45′ 7″ O        | Pfarrhaus                 | Zweigeschossiger Backsteinbau von 1929 mit Walmdach, symmetrische Fassaden mit lisenenartige Vorsprünge; im Westen ein fast zeitgleicher eingeschossiger Konfirmandensaal mit gestaffeltem Volutengiebel, erbaut aus Mitteln der Geschwister Ries, Architekt: Friedrich August Wilhelm Schuckmann                     | 25078738 |                |
| Riesstraße 40 53° 10′ 45″ N, 8° 45′ 3″ O        | Rathaus                   | Zweigeschossiger Backsteinbau von 1928 mit zwei seitlich hervorspringenden Kopfbauten, mit Walmdächern, kupfergedecktem Dachreiter, symmetrischen Fassade mit mittigem Eingang, schmale Seitenfassaden mit Standbalkon bzw. Risalit, aus Mitteln der Geschwister Ries; Architekt: Friedrich August Wilhelm Schuckmann | 25078753 |                |
| Riesstraße 42 53° 10′ 47″ N, 8° 45′ 7″ O        | Wohn-/ Wirtschaftsgebäude | Zweiständer-Hallenhaus von 1857 in Fachwerk mit Krüppelwalmdach in Reetdeckung | 25080080 |                |
| Riesstraße 44 53° 10′ 47″ N, 8° 45′ 9″ O        | Turnhalle                 | Zweiteiliger Backsteinbau von 1912 mit Sportsaal und straßenseitig davor Mittelturm mit offenem OG und zwei seitlichen eingeschossigen Bauten, alle mit Mansarddächern, erbaut durch Ries-Stiftung; Architekt: Oskar Leopold Schuckmann                                                                               | 25080094 |                |
| Riesstraße 53° 10′ 50″ N, 8° 45′ 16″ O          | St. Johannes (Kirche)     | Schlichter älterer Saalbau aus Fachwerk (errichtet um 1800), 1936 mit Backsteinen ummantelt. Turm von 1892 (a), 1936 überformt, um zwei Meter erhöht. Saal mit nach Osten abgewalmtes Satteldach in Ziegeldeckung, Turm einen spitzen Helm. Bei Renovierung 1929/30 gestiftetes neues Gestühl und neue Orgel.         | 25080329 | Weitere Bilder |
| Riesstraße 53° 10′ 51″ N, 8° 45′ 15″ O          | St. Johannes (Friedhof)   | Friedhof mit historischen Grabsteinen des 17. bis 19. Jh. und Gedenkstein für Opfer der „Reichskristallnacht“ von 1938. | 25079661 | BW             |
| Riesstraße 53 53° 10′ 52″ N, 8° 45′ 20″ O       | Postgebäude               | Zweigeschossiger Backsteinbau von 1932/33 mit Walmdach in Ziegeldeckung, symmetrische Fassadengestaltung; Hauseingang mit von Pfeilern getragener Vorbau, aus Mitteln der Ries-Stiftung; Architekt: Friedrich Wilhelm August Schuckmann                                                                               | 25080110 |                |
| Riesstraße 61 53° 10′ 58″ N, 8° 45′ 28″ O       | Herrenhaus                | Zweigeschossiger Mittelbau vom Ende des 16. Jh. aus Backstein mit Krüppelwalmdach in Ziegeldeckung auf Kellersockel; an den Schmalseiten eingeschossige Anbauten vom 18. Jh.; errichtet als Sitz der Ritter von Hude                                                                                                  | 25080066 |                |
| Riesstraße 61 53° 10′ 58″ N, 8° 45′ 28″ O       | Graft                     | Das Herrenhaus des Dammgutes wird vollständig von einer Graft umgeben. | 37026667 |                |
| Riesstraße 61 53° 10′ 55″ N, 8° 45′ 31″ O       | Park                      | Großenr Park, der sich südöstlich bis zur Hamme zieht | 37026708 |                |
| Riesstraße 68 53° 10′ 54″ N, 8° 45′ 22″ O       | Apotheke                  | Zweigeschossiger Backsteinbau von 1926 mit Walmdach in Ziegeldeckung, symmetrische Fassaden mit mittig halbkreisförmigen Vorbau, zwei seitliche Eingangstreppen. Erbaut aus Mitteln der Geschwister Ries, Architekt: Friedrich Wilhelm August Schuckmann                                                              | 25080126 |                |
| Ringstraße 9 53° 10′ 31″ N, 8° 44′ 6″ O         | Villa Sonneneck           | Zweigeschossiger Massivbau von 1905 unter bewegten Dächern in Ziegeldeckung, asymmetrischer gestaltet mit quadratischem Turm, großem Fachwerkgiebel, halbrundem Erker und kleinem Fachwerkgiebel in der Ostfassade | 25080141 | BW             |
| Ringstraße 9 53° 10′ 30″ N, 8° 44′ 2″ O         | Park                      | Parkanlage mit Rasenflächen und altem Baumbestand sowie integrierter Zufahrt zur Villa Sonneneck. | 25079629 | BW             |

## Außerhalb
| Lage                                                | Bezeichnung               | Beschreibung                                                                                               | ID       | Bild |
| --------------------------------------------------- | ------------------------- | --- | -------- | --- |
| Werschenrege Kirchweg 5 53° 12′ 25″ N, 8° 43′ 30″ O | Wohn-/ Wirtschaftsgebäude | Traufständiges Zweiständer-Hallenhaus von 1817 in Fachwerk mit Dreiviertelwalmdach in Reetdeckung          | 25079168 | [[Vorlage:Bilderwunsch/code!/O:Wohn- und Wirtschaftsgebäude Kirchweg 5!/C:53.206858,8.72513!/D:Werschenrege Kirchweg 5, Wohn-/ Wirtschaftsgebäude!/\|BW]]      |
| Stendorf Steenstraße 11 53° 12′ 2″ N, 8° 42′ 17″ O  | Wohn-/ Wirtschaftsgebäude | Giebelständiger Zweiständerbau in Fachwerk mit Dreiviertelwalmdach in Reetdeckung. Errichtet Mitte 19. Jh. | 25079361 | [[Vorlage:Bilderwunsch/code!/O:Wohn- und Wirtschaftsgebäude Steenstraße 11!/C:53.200563,8.704845!/D:Stendorf Steenstraße 11, Wohn-/ Wirtschaftsgebäude!/\|BW]] |